# کوان پون لیونگ
کوان پون لیونگ (انگلیسی: Kwan Pun Leung) یک فیلم‌بردار، عکاس و کارگردان اهل هنگ کنگ است. وی از سال ۱۹۹۴ میلادی تاکنون مشغول فعالیت بوده‌است.
کوان پون لیونگ، در سال ۲۰۰۵ میلادی، برای فیلم‌برداریِ فیلمِ ۲۰۴۶، برندهٔ جایزه حلقه منتقدان فیلم نیویورک برای بهترین فیلمبرداری گردید.
او مدرسِ رشتهٔ فیلمبرداری در «آکادمی هنرهای نمایشی هنگ کنگ»، «دانشگاه چینی‌ها در هنگ کنگ» و «دانشگاه شهری هنگ کنگ» بوده است.

## گزیدهٔ آثار
- هر کس سینمای خودش (۲۰۰۷)
- شب‌های بلوبری من (۲۰۰۷)
- ۲۰۴۶ (۲۰۰۴)
- در حال و هوای عشق (۲۰۰۰)
- خاکسترهای زمان (۱۹۹۴)